# جک می
جک می (انگلیسی: Jack May؛ ‏ ۲۳ آوریل ۱۹۲۲ – ۱۹ سپتامبر ۱۹۹۷) بازیگر اهل بریتانیا بود.
از فیلم‌ها یا برنامه‌های تلویزیونی که وی در آن نقش داشته‌است می‌توان به اوراکل، جان وزلی، مرد نادرستی بود، خائنان، چگونه جنگ را بردم، خداحافظ، آقای چپیس، مردی که می‌خواست سلطان باشد، یک داستان کنتربری، برخورد کوتاه،  باونتی و دکتر و شیاطین اشاره کرد.